# Llista de monuments d'Isona i Conca Dellà
Llista de monuments d'Isona i Conca Dellà inclosos en l'Inventari del Patrimoni Arquitectònic Català per al municipi d'Isona i Conca Dellà (Pallars Jussà). Inclou els inscrits en el Registre de Béns Culturals d'Interès Nacional (BCIN) amb la classificació de monuments històrics, els Béns Culturals d'Interès Local (BCIL) de caràcter immoble i la resta de béns arquitectònics integrants del patrimoni cultural català.
| Monument                                                     | Protecció    | Estil/època                    | Localització                                                         | Coordenades                                          | Codi?         | Imatge |
| ------------------------------------------------------------ | ------------ | ------------------------------ | -------------------------------------------------------------------- | ---------------------------------------------------- | ------------- | --- |
| Església de Santa Maria de Covet                             | BCIN 141-MH  | Romànic XII                    | Isona i Conca Dellà Covet                                            | 42° 05′ 15″ N, 1° 04′ 13″ E / 42.08744°N,1.070143°E  | RI-51-0000187 | Església de Santa Maria de Covet (Isona i Conca Dellà) · Vegeu més fotos d'aquest monument · Carregueu una nova foto d'aquest monument                             |
| Castell d'Orcau                                              | BCIN 350-MH  | Romànic XI                     | Isona i Conca Dellà Orcau                                            | 42° 09′ 57″ N, 0° 58′ 58″ E / 42.165868°N,0.982714°E | RI-51-0006354 | Castell d'Orcau (Isona i Conca Dellà) · Vegeu més fotos d'aquest monument · Carregueu una nova foto d'aquest monument                                              |
| Recinte fortificat d'Orcau                                   | BCIN 944-MH  | Obra popular Medieval          | Isona i Conca Dellà Orcau                                            | 42° 09′ 47″ N, 0° 58′ 56″ E / 42.163018°N,0.982241°E | RI-51-0006355 | Carregueu una nova foto d'aquest monument |
| Castell de Conques                                           | BCIN 945-MH  | Romànic Medieval               | Isona i Conca Dellà Conques                                          | 42° 07′ 10″ N, 1° 00′ 39″ E / 42.119540°N,1.0109°E   | RI-51-0006356 | Castell de Conques (Isona i Conca Dellà) · Vegeu més fotos d'aquest monument · Carregueu una nova foto d'aquest monument                                           |
| Recinte fortificat d'Isona                                   | BCIN 946-MH  | Romà                           | Isona i Conca Dellà Isona                                            | 42° 06′ 58″ N, 1° 02′ 29″ E / 42.116071°N,1.041516°E | RI-51-0006357 | Recinte fortificat d'Isona (Isona i Conca Dellà) · Vegeu més fotos d'aquest monument · Carregueu una nova foto d'aquest monument                                   |
| Castell de Castelltallat                                     | BCIN 947-MH  | Obra popular Medieval          | Isona i Conca Dellà Castelltallat                                    | 42° 07′ 07″ N, 0° 59′ 45″ E / 42.118666°N,0.995812°E | RI-51-0006358 | Castell de Castelltallat (Isona i Conca Dellà) · Vegeu més fotos d'aquest monument · Carregueu una nova foto d'aquest monument                                     |
| Recinte fortificat de Figuerola d'Orcau                      | BCIN 948-MH  | Obra popular XIII              | Isona i Conca Dellà Figuerola d'Orcau                                | 42° 07′ 50″ N, 0° 59′ 41″ E / 42.130563°N,0.994654°E | RI-51-0006359 | Recinte fortificat de Figuerola d'Orcau (Isona i Conca Dellà) · Vegeu més fotos d'aquest monument · Carregueu una nova foto d'aquest monument                      |
| Castell de Llordà                                            | BCIN 1060-MH | Romànic XI-XIV                 | Isona i Conca Dellà Llordà                                           | 42° 06′ 59″ N, 1° 05′ 27″ E / 42.116394°N,1.09072°E  | RI-51-0006353 | Castell de Llordà (Isona i Conca Dellà) · Vegeu més fotos d'aquest monument · Carregueu una nova foto d'aquest monument                                            |
| Castell de Galliner                                          | BCIN 4083-ZA | Medieval                       | Isona i Conca Dellà Galliner, Orcau                                  | 42° 10′ 59″ N, 0° 56′ 34″ E / 42.183019°N,0.942642°E | IPA-25033     | Carregueu una nova foto d'aquest monument |
| Església parroquial de Sant Miquel de Conques                | BCIL 2000    | Romànic XI                     | Isona i Conca Dellà Conques                                          | 42° 07′ 10″ N, 1° 00′ 46″ E / 42.119536°N,1.012698°E | IPA-17825     | Església parroquial de Sant Miquel de Conques (Isona i Conca Dellà) · Vegeu més fotos d'aquest monument · Carregueu una nova foto d'aquest monument                |
| Ca l'Adroguer                                                |              | Obra popular XVIII Final       | Isona i Conca Dellà Plaça del Pi, 1, Isona                           | 42° 07′ 02″ N, 1° 02′ 40″ E / 42.117186°N,1.044569°E | IPA-24988     | Ca l'Adroguer (Isona i Conca Dellà) · Vegeu més fotos d'aquest monument · Carregueu una nova foto d'aquest monument                                                |
| Casa pairal                                                  |              | Obra popular XVII              | Isona i Conca Dellà Carrer de Sant Josep, 12, Isona                  | 42° 07′ 01″ N, 1° 02′ 40″ E / 42.116943°N,1.044329°E | IPA-24989     | Casa pairal (Isona i Conca Dellà) · Vegeu més fotos d'aquest monument · Carregueu una nova foto d'aquest monument                                                  |
| Habitatge unifamiliar al passatge a la Plaça del Bisbe Badia |              | Obra popular XVII              | Isona i Conca Dellà Plaça del Bisbe Badia, 6, Isona                  | 42° 07′ 01″ N, 1° 02′ 37″ E / 42.117038°N,1.043533°E | IPA-24990     | Habitatge unifamiliar al passatge a la Plaça del Bisbe Badia (Isona i Conca Dellà) · Vegeu més fotos d'aquest monument · Carregueu una nova foto d'aquest monument |
| Can Ximelis                                                  |              | Obra popular                   | Isona i Conca Dellà Plaça del Bisbe Badia, 18, Isona                 | 42° 07′ 00″ N, 1° 02′ 37″ E / 42.116767°N,1.043487°E | IPA-24991     | Can Ximelis (Isona i Conca Dellà) · Vegeu més fotos d'aquest monument · Carregueu una nova foto d'aquest monument                                                  |
| Casa del Metge Serra                                         |              | Obra popular XVII              | Isona i Conca Dellà Plaça de l'Assumpció, 9, Isona                   | 42° 07′ 02″ N, 1° 02′ 38″ E / 42.117108°N,1.043930°E | IPA-24992     | Casa del Metge Serra (Isona i Conca Dellà) · Vegeu més fotos d'aquest monument · Carregueu una nova foto d'aquest monument                                         |
| Ajuntament                                                   |              | Monumentalisme academicista XX | Isona i Conca Dellà Plaça del Bisbe Badia, Isona                     | 42° 06′ 58″ N, 1° 02′ 39″ E / 42.11600°N,1.04403°E   | IPA-24993     | Ajuntament (Isona i Conca Dellà) · Vegeu més fotos d'aquest monument · Carregueu una nova foto d'aquest monument                                                   |
| Església parroquial de Santa Maria                           |              | Gòtic XIV                      | Isona i Conca Dellà Plaça de l'Assumpció - Plaça del Raval, Isona    | 42° 07′ 02″ N, 1° 02′ 39″ E / 42.117258°N,1.044283°E | IPA-24994     | Església parroquial de Santa Maria (Isona i Conca Dellà) · Vegeu més fotos d'aquest monument · Carregueu una nova foto d'aquest monument                           |
| Plaça Major de Conques                                       |              | Obra popular                   | Isona i Conca Dellà Plaça Major, Conques                             | 42° 07′ 09″ N, 1° 00′ 44″ E / 42.119221°N,1.012305°E | IPA-24996     | Plaça Major de Conques (Isona i Conca Dellà) · Vegeu més fotos d'aquest monument · Carregueu una nova foto d'aquest monument                                       |
| Voltes medievals de Conques                                  |              | Obra popular Medieval          | Isona i Conca Dellà Carrer de Sant Pere, Conques                     | 42° 07′ 09″ N, 1° 00′ 43″ E / 42.119126°N,1.012006°E | IPA-24997     | Voltes medievals de Conques (Isona i Conca Dellà) · Vegeu més fotos d'aquest monument · Carregueu una nova foto d'aquest monument                                  |
| Carrer Major de Conques                                      |              | Obra popular Medieval          | Isona i Conca Dellà C. Major, Conques                                | 42° 07′ 08″ N, 1° 00′ 46″ E / 42.119012°N,1.012747°E | IPA-24998     | Carrer Major de Conques (Isona i Conca Dellà) · Vegeu més fotos d'aquest monument · Carregueu una nova foto d'aquest monument                                      |
| Casa pairal a la plaça Major, 12                             |              | Obra popular XIV               | Isona i Conca Dellà Plaça Major, 12, Conques                         | 42° 07′ 08″ N, 1° 00′ 44″ E / 42.119013°N,1.012251°E | IPA-24999     | Casa pairal a la plaça Major, 12 (Isona i Conca Dellà) · Vegeu més fotos d'aquest monument · Carregueu una nova foto d'aquest monument                             |
| Font de Conques, o Abeurador                                 |              | Modernisme XX Mitjan           | Isona i Conca Dellà Conques                                          | 42° 07′ 08″ N, 1° 00′ 47″ E / 42.118752°N,1.013028°E | IPA-25000     | Font de Conques (Isona i Conca Dellà) · Vegeu més fotos d'aquest monument · Carregueu una nova foto d'aquest monument                                              |
| Passatge                                                     |              | Obra popular XIV               | Isona i Conca Dellà Figuerola d'Orcau                                | 42° 07′ 51″ N, 0° 59′ 39″ E / 42.130724°N,0.994191°E | IPA-25002     | Carregueu una nova foto d'aquest monument |
| Capella de la Mare de Déu del Prat de Figuerola d'Orcau      |              | Obra popular XVIII             | Isona i Conca Dellà Carretera de Tremp a Artesa                      | 42° 07′ 52″ N, 0° 59′ 46″ E / 42.131109°N,0.996157°E | IPA-25003     | Capella de la Mare de Déu del Prat de Figuerola d'Orcau (Isona i Conca Dellà) · Vegeu més fotos d'aquest monument · Carregueu una nova foto d'aquest monument      |
| Església parroquial de Santa Maria de Figuerola d'Orcau      |              | Romànic, renaixement Medieval  | Isona i Conca Dellà C. Església, 1, Figuerola d'Orcau                | 42° 07′ 49″ N, 0° 59′ 41″ E / 42.130210°N,0.994661°E | IPA-25004     | Església parroquial de Santa Maria de Figuerola d'Orcau (Isona i Conca Dellà) · Vegeu més fotos d'aquest monument · Carregueu una nova foto d'aquest monument      |
| Plaça Major de Figuerola d'Orcau                             |              | Obra popular XIV               | Isona i Conca Dellà Pl. Major, Figuerola d'Orcau                     | 42° 07′ 50″ N, 0° 59′ 41″ E / 42.130597°N,0.994691°E | IPA-25005     | Plaça Major de Figuerola d'Orcau (Isona i Conca Dellà) · Vegeu més fotos d'aquest monument · Carregueu una nova foto d'aquest monument                             |
| Casa de l'Abadia                                             |              | Obra popular                   | Isona i Conca Dellà Orcau                                            | 42° 09′ 48″ N, 0° 58′ 54″ E / 42.16325°N,0.98157°E   | IPA-25007     | Carregueu una nova foto d'aquest monument |
| Barri de Sant Joan                                           |              | Romànic Medieval               | Isona i Conca Dellà Orcau                                            | 42° 09′ 46″ N, 0° 58′ 49″ E / 42.162686°N,0.980350°E | IPA-25009     | Carregueu una nova foto d'aquest monument |
| Església de Sant Joan d'Orcau                                |              | Romànic XI                     | Isona i Conca Dellà Orcau                                            | 42° 09′ 46″ N, 0° 58′ 50″ E / 42.162772°N,0.980650°E | IPA-25010     | Església de Sant Joan d'Orcau (Isona i Conca Dellà) · Vegeu més fotos d'aquest monument · Carregueu una nova foto d'aquest monument                                |
| Font de la Plaça de Covet                                    |              | Obra popular                   | Isona i Conca Dellà Covet                                            | 42° 05′ 15″ N, 1° 04′ 14″ E / 42.087440°N,1.070656°E | IPA-25012     | Font de la Plaça de Covet (Isona i Conca Dellà) · Vegeu més fotos d'aquest monument · Carregueu una nova foto d'aquest monument                                    |
| Església parroquial de Santa Margarida de Benavent           |              | Obra popular XVII              | Isona i Conca Dellà Benavent de la Conca                             | 42° 04′ 25″ N, 1° 05′ 47″ E / 42.073497°N,1.096336°E | IPA-25014     | Església parroquial de Santa Margarida de Benavent (Isona i Conca Dellà) · Vegeu més fotos d'aquest monument · Carregueu una nova foto d'aquest monument           |
| Ajuntament de Benavent, o Pas porxat de Benavent             |              | Obra popular                   | Isona i Conca Dellà Plaça de Santa Margarida, Benavent de la Conca   | 42° 04′ 24″ N, 1° 05′ 47″ E / 42.073297°N,1.096499°E | IPA-25015     | Ajuntament de Benavent (Isona i Conca Dellà) · Vegeu més fotos d'aquest monument · Carregueu una nova foto d'aquest monument                                       |
| Església de Sant Andreu de Biscarri                          |              | Romànic XII                    | Isona i Conca Dellà Biscarri                                         | 42° 06′ 24″ N, 1° 05′ 53″ E / 42.106752°N,1.098002°E | IPA-25017     | Església de Sant Andreu de Biscarri (Isona i Conca Dellà) · Vegeu més fotos d'aquest monument · Carregueu una nova foto d'aquest monument                          |
| Església parroquial de Sant Romà                             |              | Obra popular                   | Isona i Conca Dellà Sant Romà d'Abella                               | 42° 08′ 29″ N, 1° 02′ 24″ E / 42.141523°N,1.040003°E | IPA-25019     | Carregueu una nova foto d'aquest monument |
| Ermita de Sant Pere Màrtir de Sant Romà d'Abella             |              | Romànic XI                     | Isona i Conca Dellà Sant Romà d'Abella                               | 42° 08′ 23″ N, 1° 02′ 37″ E / 42.139604°N,1.043486°E | IPA-25020     | Ermita de Sant Pere de Sant Romà d'Abella (Isona i Conca Dellà) · Vegeu més fotos d'aquest monument · Carregueu una nova foto d'aquest monument                    |
| Església parroquial de Sant Julià de Basturs                 |              | Romànic XI                     | Isona i Conca Dellà Basturs                                          | 42° 09′ 10″ N, 1° 00′ 46″ E / 42.152652°N,1.012884°E | IPA-25022     | Església parroquial de Sant Julià de Basturs (Isona i Conca Dellà) · Vegeu més fotos d'aquest monument · Carregueu una nova foto d'aquest monument                 |
| Santuari de la Mare de Déu de la Posa                        |              | Romànic, obra popular XI       | Isona i Conca Dellà Ctra. d'Isona a Coll de Nargó                    | 42° 07′ 32″ N, 1° 04′ 41″ E / 42.125619°N,1.078099°E | IPA-25024     | Santuari de la Mare de Déu de la Posa (Isona i Conca Dellà) · Vegeu més fotos d'aquest monument · Carregueu una nova foto d'aquest monument                        |
| Església parroquial de Santa Maria de Llordà                 |              | Obra popular                   | Isona i Conca Dellà Ctra. d'Isona a Coll de Nargó                    | 42° 06′ 47″ N, 1° 04′ 55″ E / 42.113177°N,1.082004°E | IPA-25026     | Església parroquial de Santa Maria de Llordà (Isona i Conca Dellà) · Vegeu més fotos d'aquest monument · Carregueu una nova foto d'aquest monument                 |
| Can Llinars, la Rectoria                                     |              | Obra popular XVII              | Isona i Conca Dellà Al costat de l'església de Santa Maria de Llordà | 42° 06′ 48″ N, 1° 04′ 55″ E / 42.113218°N,1.082012°E | IPA-25028     | Can Llinars (Isona i Conca Dellà) · Vegeu més fotos d'aquest monument · Carregueu una nova foto d'aquest monument                                                  |
| Pallers dels Masos de Sant Martí                             |              | Obra popular                   | Isona i Conca Dellà Al camí que duu als Masos de Sant Martí          | 42° 05′ 54″ N, 1° 03′ 55″ E / 42.098377°N,1.065228°E | IPA-25030     | Pallers (Isona i Conca Dellà) · Vegeu més fotos d'aquest monument · Carregueu una nova foto d'aquest monument                                                      |
| Església de Sant Martí dels Masos de Sant Martí              | BCIL 2007    | Romànic XII                    | Isona i Conca Dellà Els Masos de Sant Martí                          | 42° 05′ 55″ N, 1° 04′ 02″ E / 42.098519°N,1.067145°E | IPA-25031     | Església de Sant Martí dels Masos de Sant Martí (Isona i Conca Dellà) · Vegeu més fotos d'aquest monument · Carregueu una nova foto d'aquest monument              |
| Font de la Plaça d'Isona                                     |              | Modernisme, obra popular XII   | Isona i Conca Dellà Plaça - Carretera vella de Tremp                 | 42° 07′ 06″ N, 1° 02′ 40″ E / 42.118345°N,1.044540°E | IPA-25032     | Font de la Plaça (Isona i Conca Dellà) · Vegeu més fotos d'aquest monument · Carregueu una nova foto d'aquest monument                                             |
| Cafè Modern                                                  | BCIL 2009    | Modernisme XX Inici            | Isona i Conca Dellà Pl. del Portal, 5                                | 42° 06′ 59″ N, 1° 02′ 39″ E / 42.116445°N,1.044162°E | IPA-38994     | Cafè Modern (Isona i Conca Dellà) · Vegeu més fotos d'aquest monument · Carregueu una nova foto d'aquest monument                                                  |
| Molí de Baró                                                 |              | Obra popular XVIII-XIX         | Isona i Conca Dellà Sant Romà d'Abella                               | 42° 08′ 46″ N, 1° 02′ 31″ E / 42.145994°N,1.042052°E | IPA-43837     | Carregueu una nova foto d'aquest monument |
| Forn de calç de Conques                                      |              | Obra popular                   | Isona i Conca Dellà Granja de Jover                                  |                                                      | IPA-46044     | Carregueu una nova foto d'aquest monument |